# Veruela, Agusan del Sur
Veruela là đô thị hạng 3 ở tỉnh Agusan del Sur, Philippines. Theo điều tra dân số năm 2015, đô thị này có dân số 43.706 người trong.

## Các khu phố (barangay)
Veruela được chia thành 21 khu phố (barangay).
| - Binongan - Del Monte - Don Mateo - La Fortuna - Limot - Magsaysay - Masayan - Poblacion - Sampaguita - San Gabriel | - Santa Emelia - Sinobong - Anitap - Bacay II - Caigangan - Candiis - Katipunan - Santa Cruz - Sawagan - Sisimon |